# Solpugema erythronota
Espèce
Synonymes
- Solpuga erythronota Kraepelin, 1900

Solpugema erythronota est une espèce de solifuges de la famille des Solpugidae.

## Distribution
Cette espèce est endémique d'Afrique du Sud.

## Description
Le mâle décrit par Roewer en 1933 mesure 19 mm.

## Publication originale
- Kraepelin, 1900 : Über einige neue Gliederspinnen. Abhandlungen und Verhandlungen des Naturwissenschaftlichen Vereins in Hamburg, vol. 16, no 4, p. 1-17.